# Walter Rütt

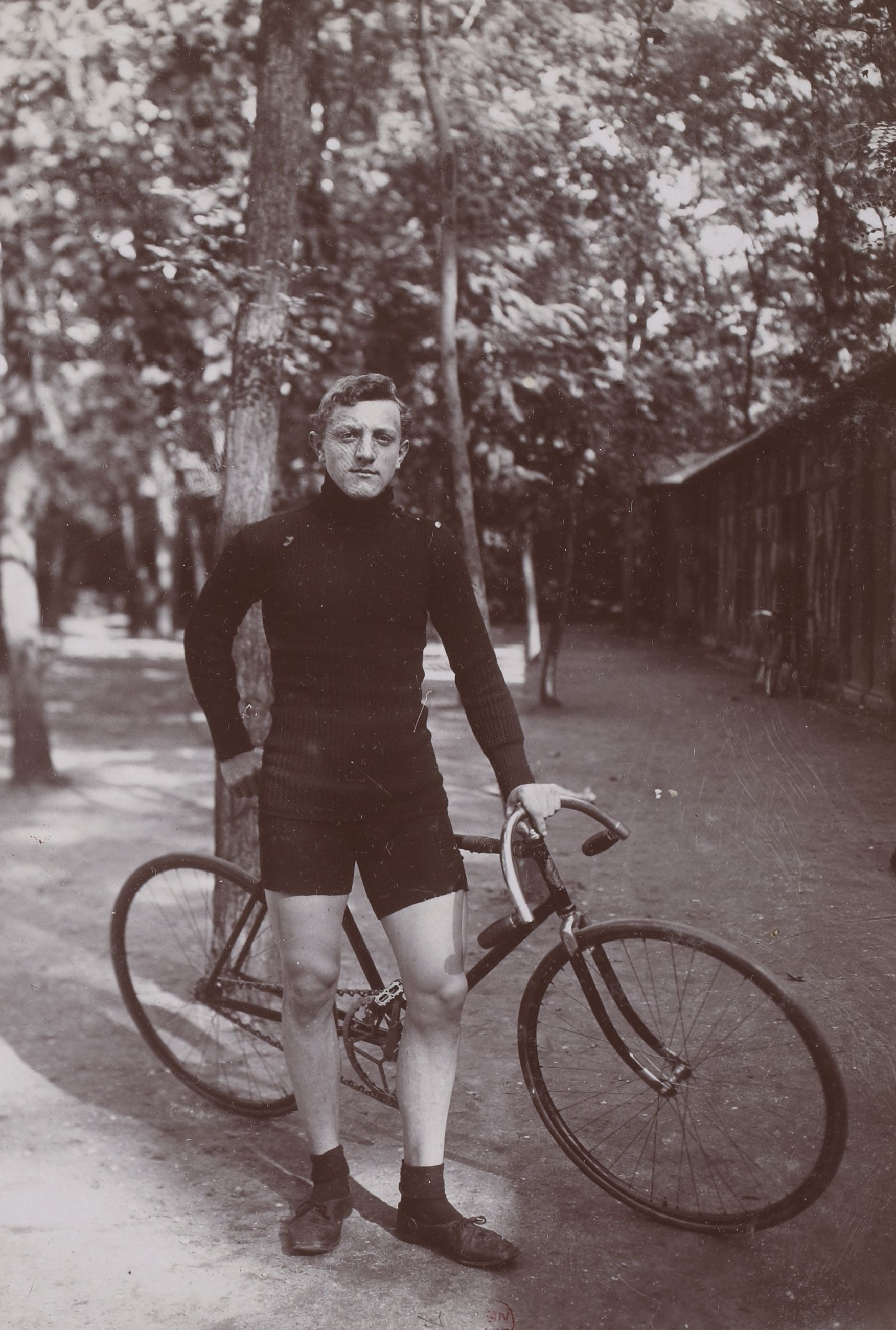
Walter Rütt (1901)

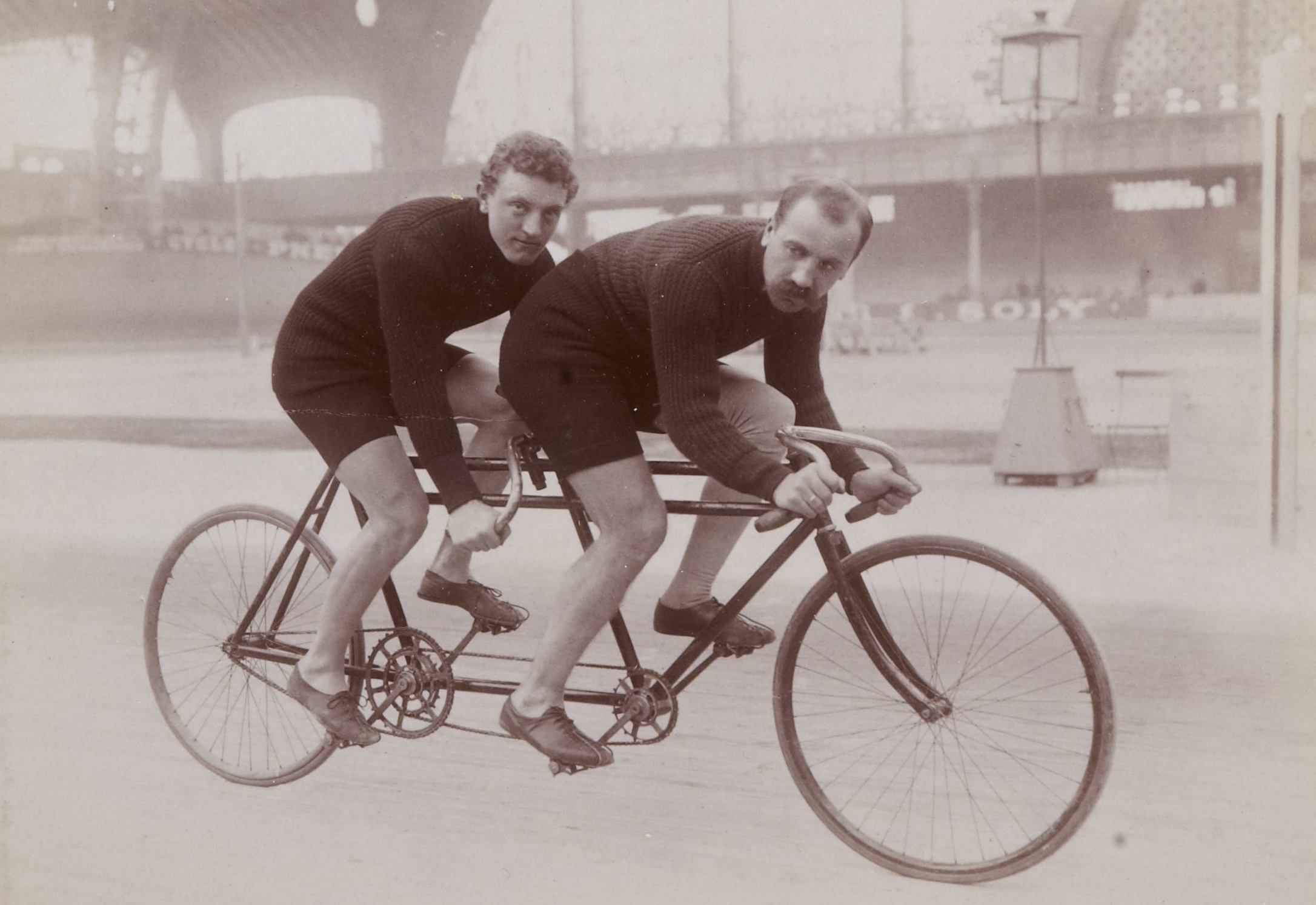
Rütt auf dem Tandem hinter Henry Mayer (1904)

Walter Rütt (* 12. September 1883 in Morsbach; † 23. Juni 1964 in Berlin) war ein deutscher Radrennfahrer.

## Sportliche Laufbahn
Walter Rütt gehörte zusammen mit Thaddäus Robl, Willy Arend und August Lehr zu den deutschen Radsport-Stars der ersten Stunde. Am 21. Juni 1900 bestritt er im Alter von 17 Jahren sein erstes Radrennen als Flieger (heute: Sprinter), das er gewann. Seine Überlegenheit bei den nachfolgenden Rennen ließ ihn eine Lizenz als Berufsfahrer lösen. Sein erster Start als Berufsfahrer erfolgte am 14. August 1900 bei der in Köln ausgetragenen Meisterschaft von Europa, die von Franz Verheyen gewonnen wurde. Wenige Wochen später gewann Rütt sein erstes Rennen als Profi, einen Tandemwettbewerb in Aachen, den er gemeinsam mit Franz Verheyen bestritt. Später fuhr er auch Rennen im Ausdauerbereich.
1906 nahm Rütt gemeinsam mit dem niederländischen Fahrer John Stol am Sechstagerennen im Madison Square Garden in New York teil, das sie im Jahr darauf gemeinsam gewannen. Rütts Erfolge hatten wesentlichen Anteil daran, dass in Berlin im März 1909 das erste Sechstagerennen auf europäischem Boden veranstaltet wurde. Er selbst konnte daran nicht teilnehmen, da er sich wegen der versäumten Gestellungspflicht zum Wehrdienst im Ausland aufhielt und es nicht wagte, nach Deutschland zurückzukehren. Zum 2. Berliner Sechstagerennen hatten jedoch viele radsportinteressierte Persönlichkeiten (u. a. Fredy Budzinski) seine Rehabilitierung durchgesetzt, so dass er starten – und mit dem Australier Jack Clark siegen – konnte.
Insgesamt konnte Rütt 933 Siege in 25 Jahren als Berufsfahrer verbuchen, darunter neun Siege bei Sechstage-Rennen, aber auch 173 schwere Stürze. Den Grand Prix de l’UCI in Paris gewann er 1907, den Grand Prix d’Angers 1908. 1904 und 1909 gelangen dem vielseitigen Rütt Siege beim Grand Prix de l’UVF, beim Grand Prix de la République und 1913 ein Sieg beim Sprint-Klassiker Grand Prix de Paris sowie beim Großen Preis von Deutschland. 1908 gewann er den Grand Prix de Reims, einen der ältesten Wettkämpfe für Bahnsprinter in Frankreich. Fünfmal gewann er den Großen Preis von Berlin, viermal den Grand Prix Kopenhagen. 1919 siegte er in der ersten Auflage des Großen Preises von Thüringen nach dem Ersten Weltkrieg, dies war einer seiner vielen Siege in Grand Prix-Wettbewerben für Bahnsprinter. Am 12. Januar 1926 fuhr Rütt im Berliner Sportpalast seine Abschiedsrunde (nach anderen Quellen am 7. Oktober 1926).

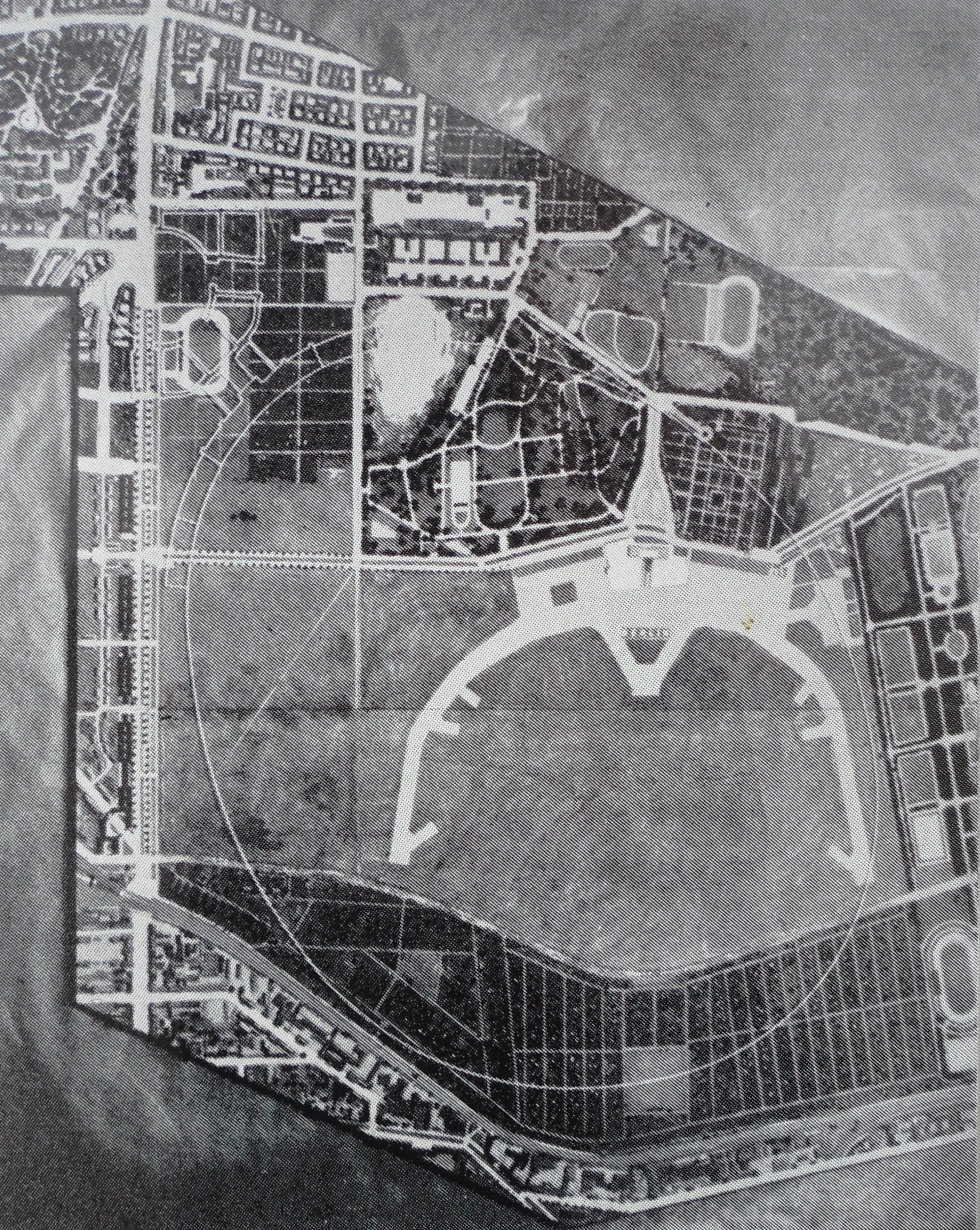
Skizze des geplanten Flughafengeländes mit der bisherigen Geländestruktur und der Rütt-Arena nördlich des Tempelhofer Feldes

Nur wenige Monate später erfüllte sich Rütt mit der Eröffnung einer eigenen Radrennbahn in Berlin-Hasenheide, der „Rütt-Arena“, einen Lebenstraum, der allerdings im Jahre 1931 den Flammen zum Opfer fiel. Zum 1. Mai 1937 trat der finanziell ruinierte Rütt der NSDAP bei (Mitgliedsnummer 4.153.768). Durch die Mitgliedschaft erhielt er eine Anstellung als Reichssportlehrer, die seinen Unterhalt sicherte und ihm ermöglichte, im Radsport tätig zu bleiben. Zudem schrieb er in den 1940er und 1950er Jahren regelmäßig Kolumnen mit Tipps für Radrennfahrer („Jetzt spricht Rütt“).
Wie populär Rütt auch im Ausland war, kann man an der Tatsache erkennen, dass die Autoren des 1927 erschienenen französischen Tour-de-France-Romans Giganten der Landstraße dessen deutsche Ausgabe ihm widmeten mit den Worten: „André Reuze und Fred A. Angermayer widmen die deutsche Ausgabe dieses Werkes dem Weltmeister Walter Rütt, der durch das Beispiel seines sportlichen Lebens und durch die Schöpfung der Rütt-Arena den deutschen Rennfahrer-Nachwuchs entscheidend gefördert und der internationalen Klasse ebenbürtig gemacht hat.“

## Familiäres
Bei seinen Starts in Dänemark hatte Rütt eine Schwester des ehemaligen schwedischen Radrennfahrers Orla Lund kennen gelernt. Im Jahr 1904 heirateten sie. Rütt hatte einen Sohn, den in Australien geborenen Oskar Rütt, der ebenfalls als Radsportler aktiv war und u. a. 1923 die Meisterschaft von Preußen im Sprint gewann. Er lebte in Kopenhagen und betrieb dort ein Geschäft für Radios.

## Ehrungen
Im Jahre 2000 wurde in Morsbach, heute ein Stadtteil von Würselen, eine Sporthalle nach Walter Rütt benannt. Sein Grab auf dem Friedhof Steglitz in Berlin ist seit 2001 ein Ehrengrab der Stadt Berlin.